# Eresia bella
Eresia bella är en fjärilsart som beskrevs av William Chapman Hewitson 1870. Eresia bella ingår i släktet Eresia och familjen praktfjärilar. Inga underarter finns listade i Catalogue of Life.